# Andrea Ivančević
Andrea Ivančević, née le 21 août 1984 à Zagreb, est une athlète croate, spécialiste du 100 mètres haies. 
Elle détient les records de Croatie du 60 m (7 s 29, 2015 et 2016), du 60 m haies (7 s 91, 2016), du 100 m (11 s 31, 2015), du 100 m haies (12 s 85, 2018) et du relais 4 x 100 m (45 s 14, 2011).

## Carrière
Elle termine septième des Championnats d'Europe en salle de 2015 à Prague en 8 s 02, peu après avoir battu son record en série (8 s 02) et en demi-finale (7 s 97). L'été suivant, à Székesfehérvár, elle bat son record du 100 m haies en 12 s 87. Ivančević participe aux Championnats du monde de Pékin où, alors en tête pour se qualifier pour la finale, elle chute violemment sur la dernière haie et termine en 33 s 95.
Le 5 mars 2016, elle porte son record du 60 m haies en 7 s 94, troisième performance européenne de la saison. Le 18 mars 2016, Ivančević échoue au pied du podium lors des championnats du monde en salle de Portland sur 60 m haies en 7 s 95, derrière Nia Ali (7 s 81), Brianna Rollins (7 s 82) et Tiffany Porter (7 s 90).
Le 30 juin 2018, elle remporte la médaille d'or des Jeux méditerranéens de Tarragone en 13 s 19. Le 21 juillet, elle remporte son second titre aux championnats des Balkans de Stara Zagora, en 12 s 93 (- 0,6 m/s). En fin de saison elle améliore son record national du 100 m haies à Zagreb en 12 s 85.

## Palmarès
| Date | Compétition                       | Lieu         | Résultat | Épreuve     | Temps   |
| ---- | --------------------------------- | ------------ | -------- | ----------- | ------- |
| 2015 | Championnats d'Europe en salle    | Prague       | 7e       | 60 m haies  | 8 s 02  |
| 2015 | Championnats d'Europe par équipes | Tcheboksary  | 3e       | 100 m       | 11 s 49 |
| 2015 | Championnats d'Europe par équipes | Tcheboksary  | 1re      | 100 m haies | 13 s 38 |
| 2015 | Championnats des Balkans          | Pitești      | 1re      | 100 m haies | 13 s 00 |
| 2016 | Championnats des Balkans en salle | Istanbul     | 1re      | 60 m        | 7 s 32  |
| 2016 | Championnats des Balkans en salle | Istanbul     | 1re      | 60 m haies  | 8 s 02  |
| 2016 | Championnats du monde en salle    | Portland     | 4e       | 60 m haies  | 7 s 95  |
| 2018 | Jeux méditerranéens               | Tarragone    | 1re      | 100 m haies | 13 s 19 |
| 2018 | Championnats des Balkans          | Stara Zagora | 1re      | 100 m haies | 12 s 93 |
| 2019 | Championnats d'Europe en salle    | Glasgow      | 7e       | 60 m haies  | 8 s 14  |

## Records
| Épreuve     | Temps        | Lieu            | Date                        |
| ----------- | ------------ | --------------- | --------------------------- |
| 60 m        | 7 s 29 (NR)  | Rijeka Belgrade | 1er mars 2015 1er mars 2016 |
| 60 m haies  | 7 s 91 (NR)  | Portland        | 18 mars 2016                |
| 100 m       | 11 s 30 (NR) | Varaždin        | 25 juillet 2015             |
| 100 m haies | 12 s 85 (NR) | Zagreb          | 4 septembre 2018            |